# カニ料理の一覧

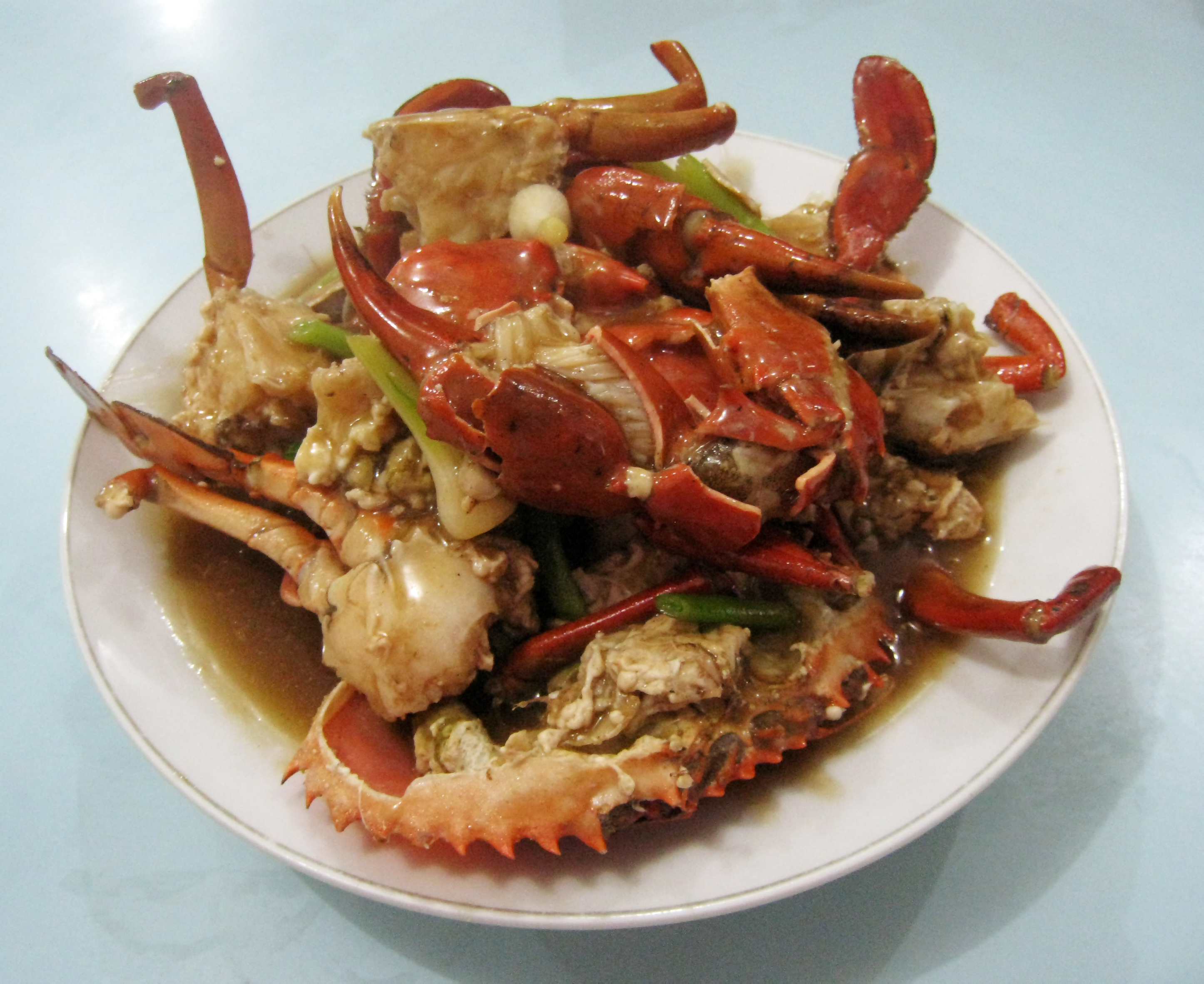
Kepiting saus tiram ：インドネシア風中華料理

本稿ではカニ料理の一覧（カニりょうりのいちらん）を掲載する。カニは世界中のすべての海、淡水及び陸地に生息し、一般に厚い外骨格で覆われており、1対の爪を持った節足動物である。その肉であるカニ肉は、世界中の食文化で用いられている。

## カニ料理

ケジャン

- ビスク ：フランスのなめらかでクリーミーなスープ。ロブスター、カニ、エビやザリガニを材料とする
- 黒胡椒蟹：マレーシアおよびシンガポールの人気の高いカニ料理で、殻付きのカニを黒胡椒で炒めたもの。
- ブンリエウクア：ベトナム料理の一種で、トマトをベースにしたスープが特徴の麺料理（ブンリエウ）のうち、特にカニ肉を加えたもの。
- チリクラブ：マレーシアとシンガポールで人気の一品。泥カニが一般的に使用され、甘くて風味のあるトマトと唐辛子ベースのソースで味付けされる。
- コーンクラブスープ：中華料理、アメリカ風中華料理、カナダ風中華料理にみられる、卵白と蟹肉または練り製品加えたクリームコーンスープ。
- クラブケーキ：アメリカで広く食されているフィッシュケーキで、カニ、パン粉、牛乳、マヨネーズ、卵、黄玉ねぎを材料としたもの。
- クラブディップ：クリームチーズとカニを材料とすることが多い。
- 酔蟹（醉蟹）：上海料理の一つで、チュウゴクモクズガニを生で老酒（紹興酒）に漬けたもの。
- カニアイス[1] –日本の創作カニ料理[2]で、北海道の名物料理。甘みがある。 [3]
- カニのオイスターソース：オイスターソースで味付けしたカニ料理で、中国やマレーシア、シンガポール、インドネシア、フィリピンで食される料理 [4]。
- パダン醤油カニ（インドネシア語: Kepiting saus Padang）–インドネシアのカニ料理で、辛味のあるパダンソースで味付けしたもの。インドネシアでは人気がある [5]。
- クラブ・ラングーン
- Curacha Alavar：フィリピンで食されるスパナカニを用いた一品で、様々なスパイスとココナッツミルクで味付けしたもの。
- デビルド・クラブ：カニのクロケット。カニの肉はソテー状にされた後パンにされ、回転楕円体状あるいはジャガイモ状に整えられ、揚げられる。 [6]
- 蟹汁：日本料理における汁物の一種。
- がん漬け：塩辛の一種。
- ケジャン：朝鮮料理の一種で、ワタリガニの塩辛。

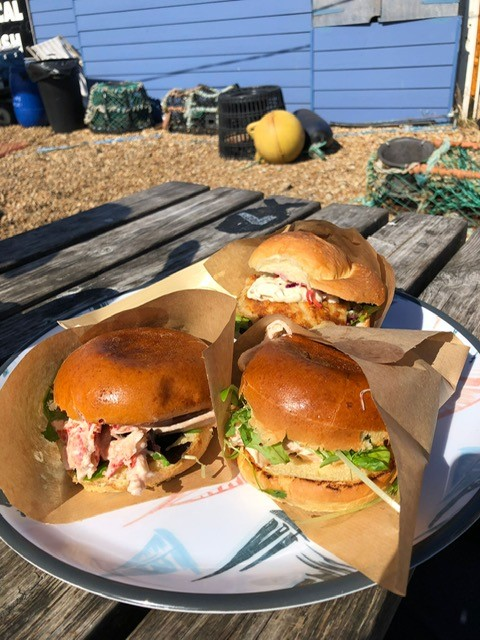
イギリス、ケントの海沿いのカニロールとロブスターロール

- イギリス、ケントの海沿いのカニロールとロブスターロールGinataang alimango / Ginataang alimasag-フィリピンの黒カニまたは花のカニを用いた料理で、ココナッツミルクにカラバザと香辛料を加えたもの。
- Ginataangcuracha-ココナッツミルクで味付けしたフィリピンのカニ料理。
- ハラボス：スパイスを使って塩水で調理したフィリピンのカニ料理。
- カクルウォカレー：スリランカのカニを用いたカレー。
- Ketam Masak Lemak Cili Api campur Nenas：伝統的なマレーシアのカニ料理で、カニはししとう、ココナッツミルク、パイナップルと一緒に調理される。パイナップルを加えることでカニ肉（通常はタイワンガザミ）の甘みが増す。
- カニクリームコロッケ：日本で食されているコロッケ。カニ肉またはかにかまが用いられる。
- Njanduロースト：ケララ料理におけるカニのロースト。 [7]
- パステルデジャイバ：チリで食されているカニ（チリのスペイン語でジャイバ）のパイ。 [8]
- シークラブスープ：ビスクに似た、ミルクまたはヘビークリーム、カニまたは魚のストック、アトランティックブルークラブの肉、カニの卵、および少量のドライシェリーで作られた濃厚なスープ。 [9] [10] [11]
- ソフトシェルクラブ：古い外骨格から脱皮したてで、まだ柔らかいカニを指す料理用語 [12]。
- Taba ngtalangka-：伝統的なフィリピンの発酵カニペースト。白米と一緒にそのまま食べるほか、調味料や様々なフィリピンの海鮮料理の材料としても使用できる [13] [14] [15]。
- ウェストインディーズサラダ：アラバマ州モビール地域発祥で、今日でも当該地域の珍味であるカニ肉のセビチェの一種[16] [17]。
- 越前かにめし：福井県の郷土料理。

カニ料理
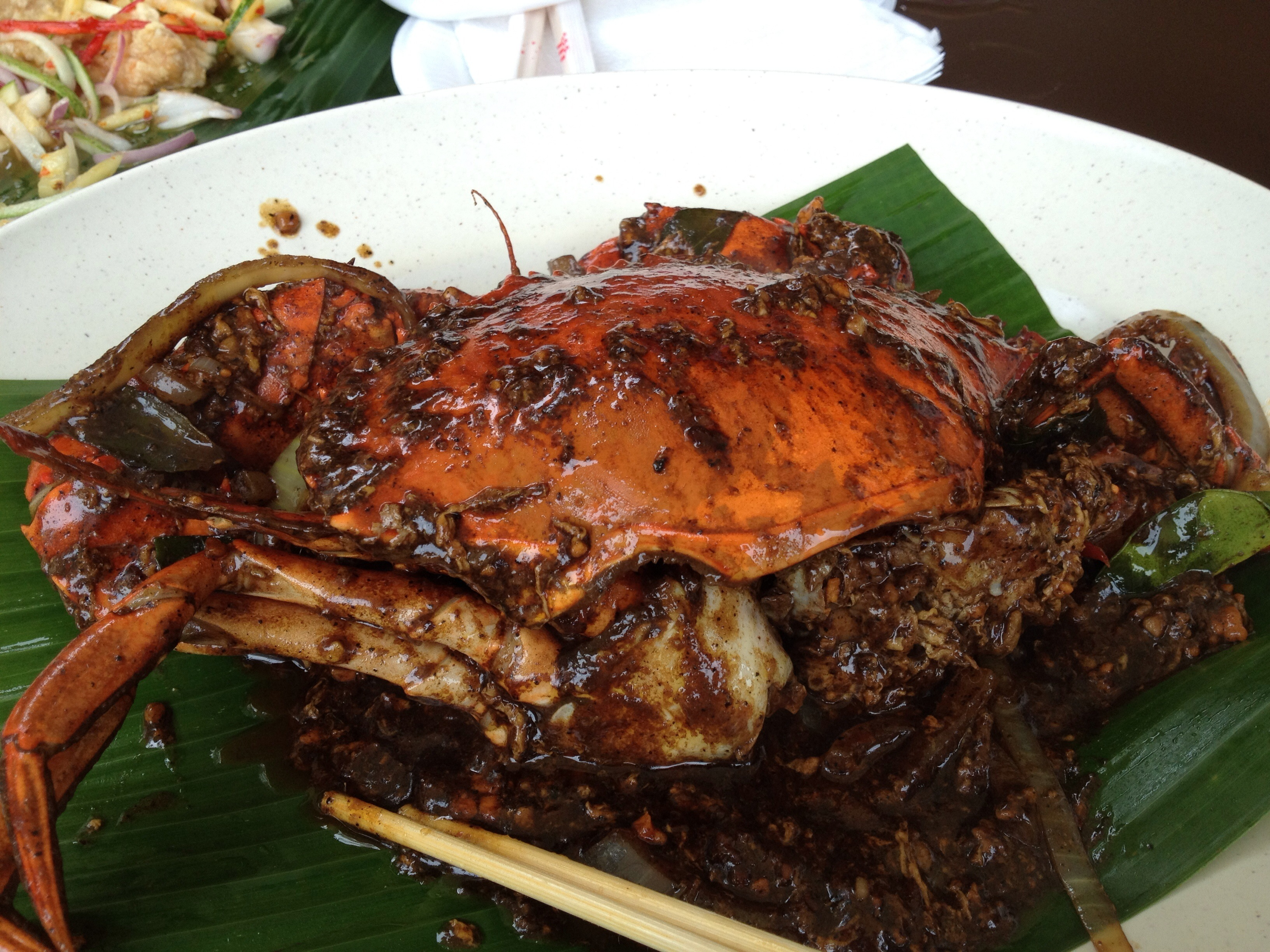
黒胡椒蟹
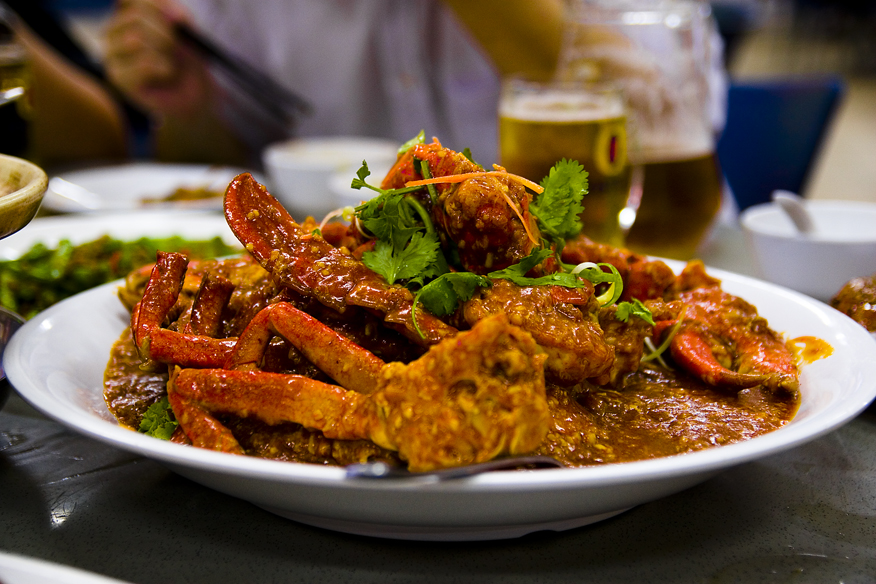
チリクラブの載った皿
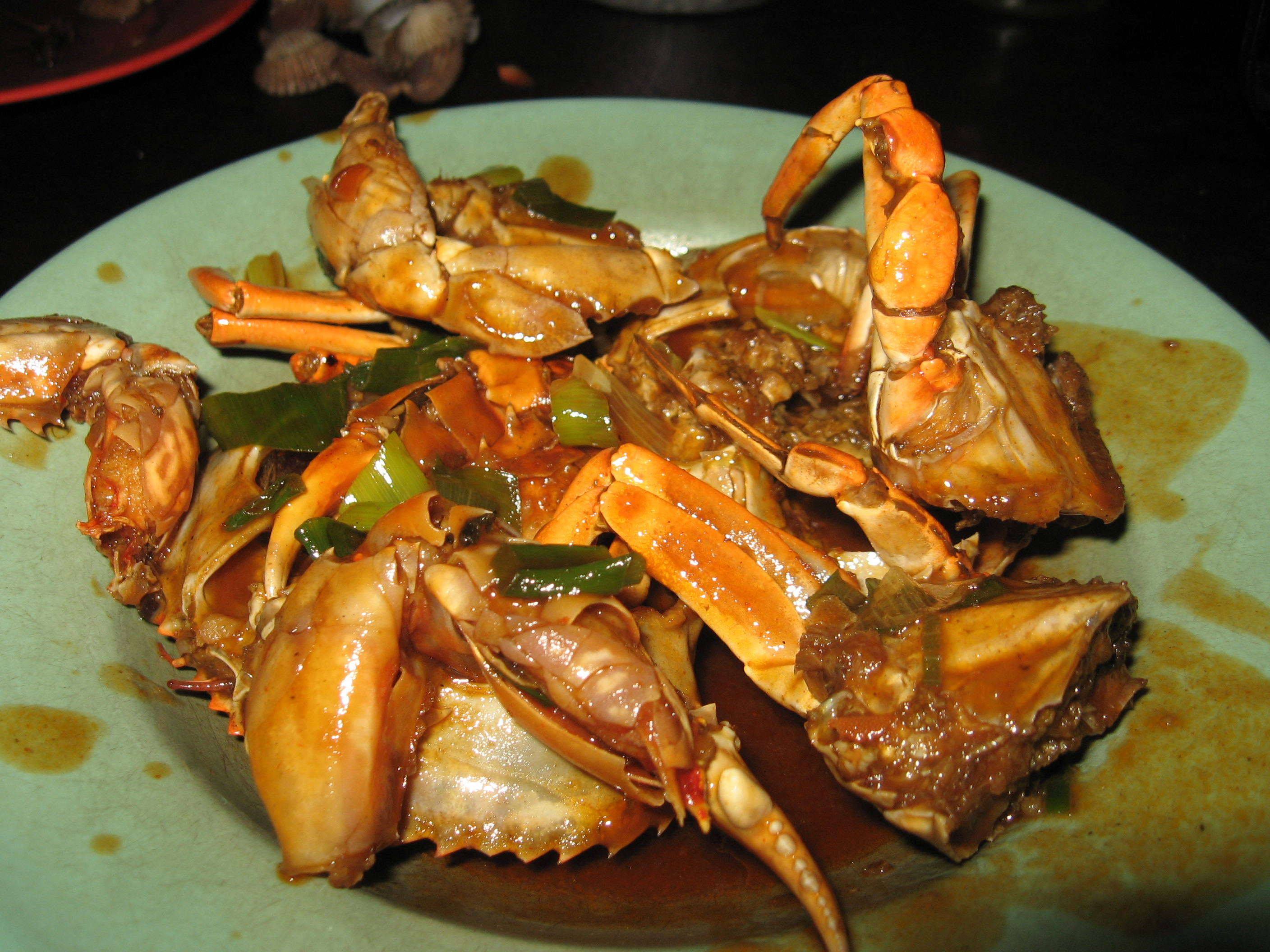
パダンソースのカニ
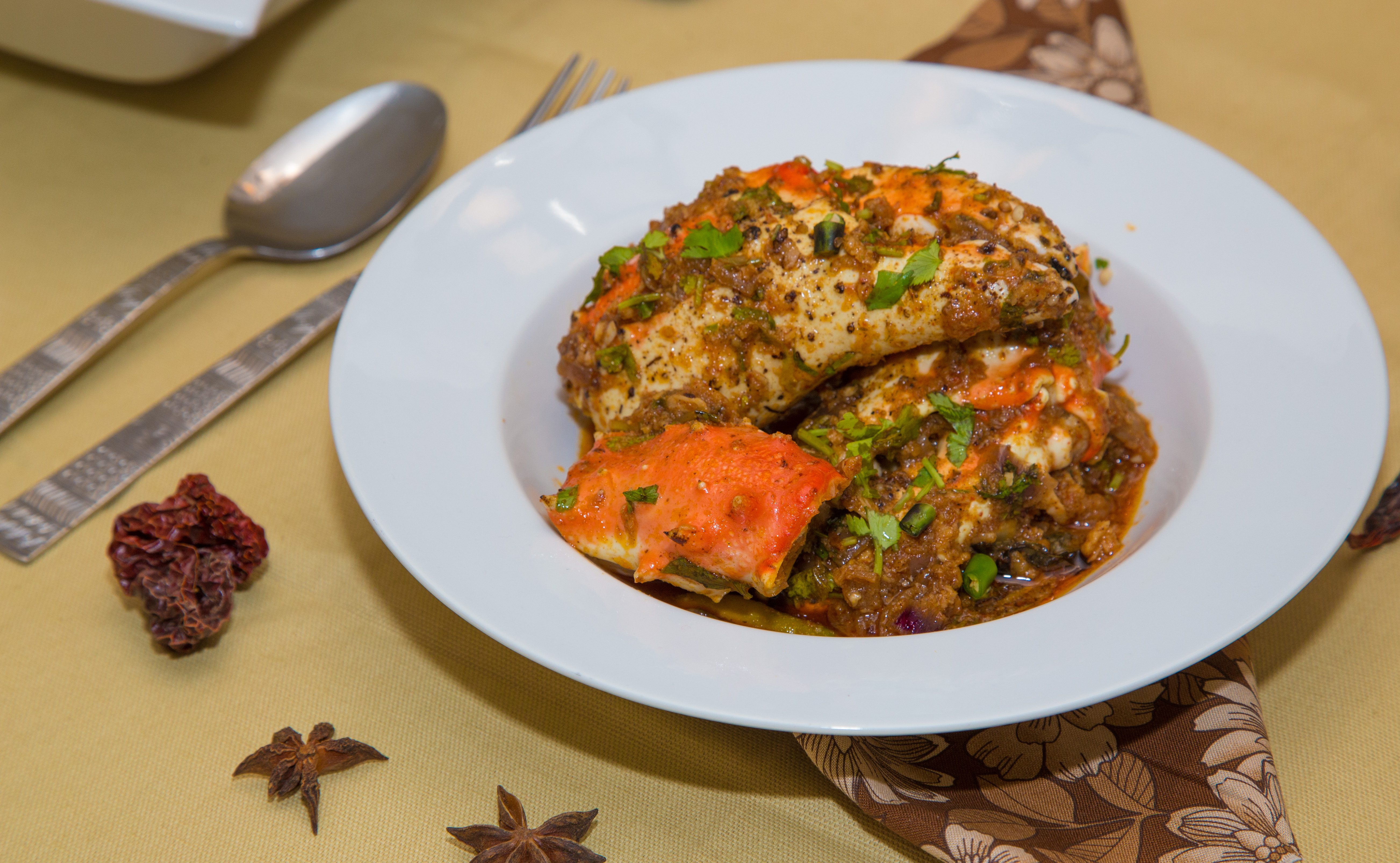
インドのカニのマサラ
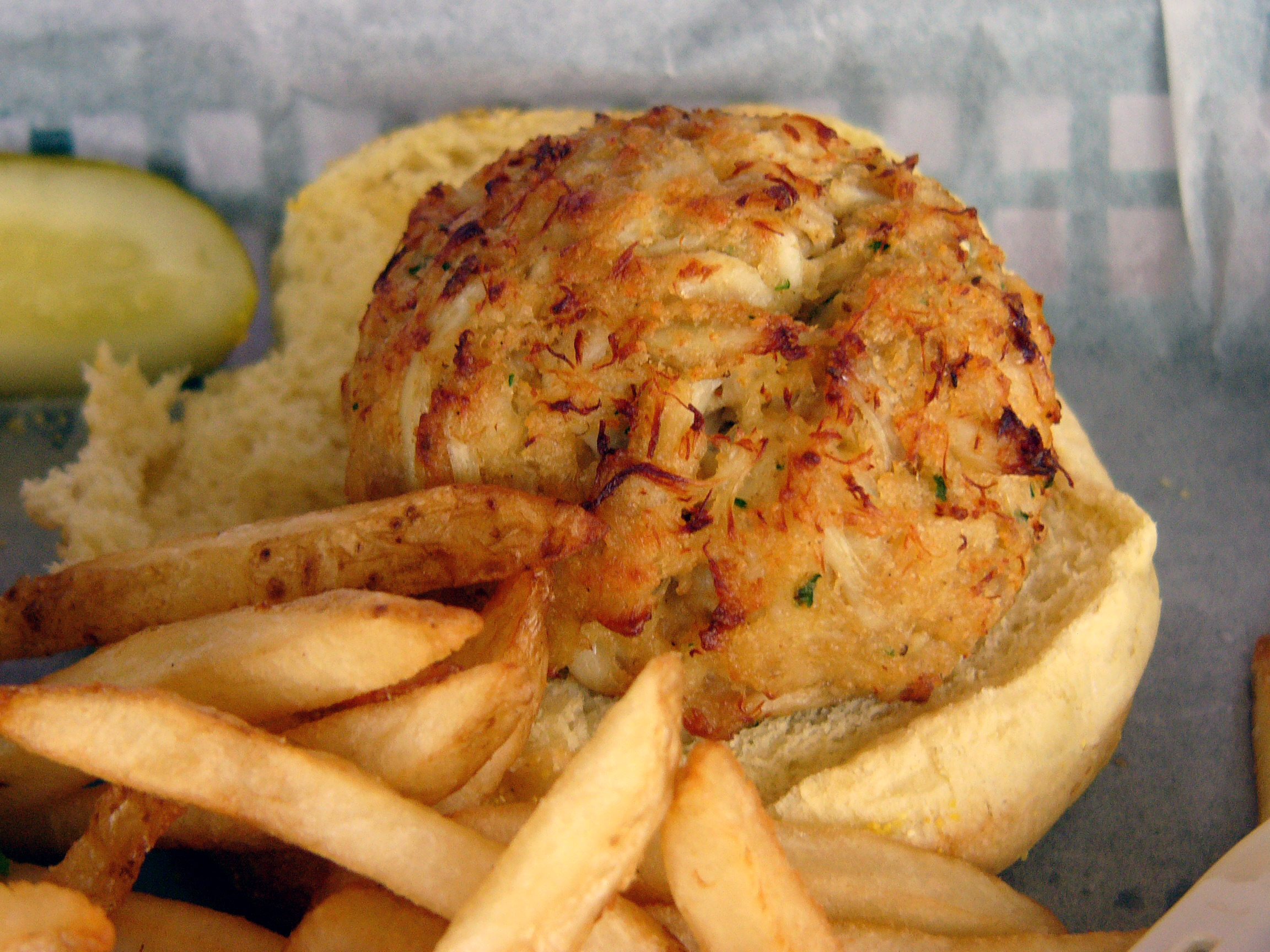
クラブケーキ
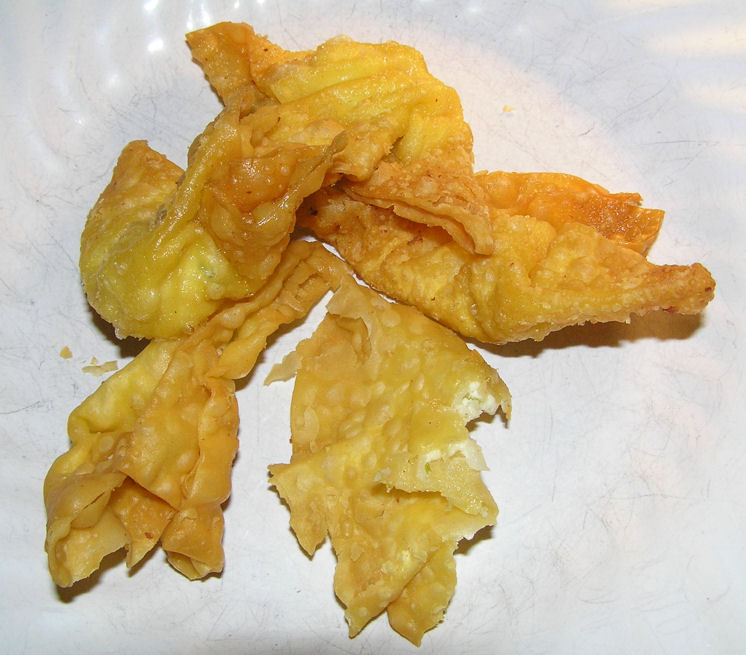
クラブ・ラングーン
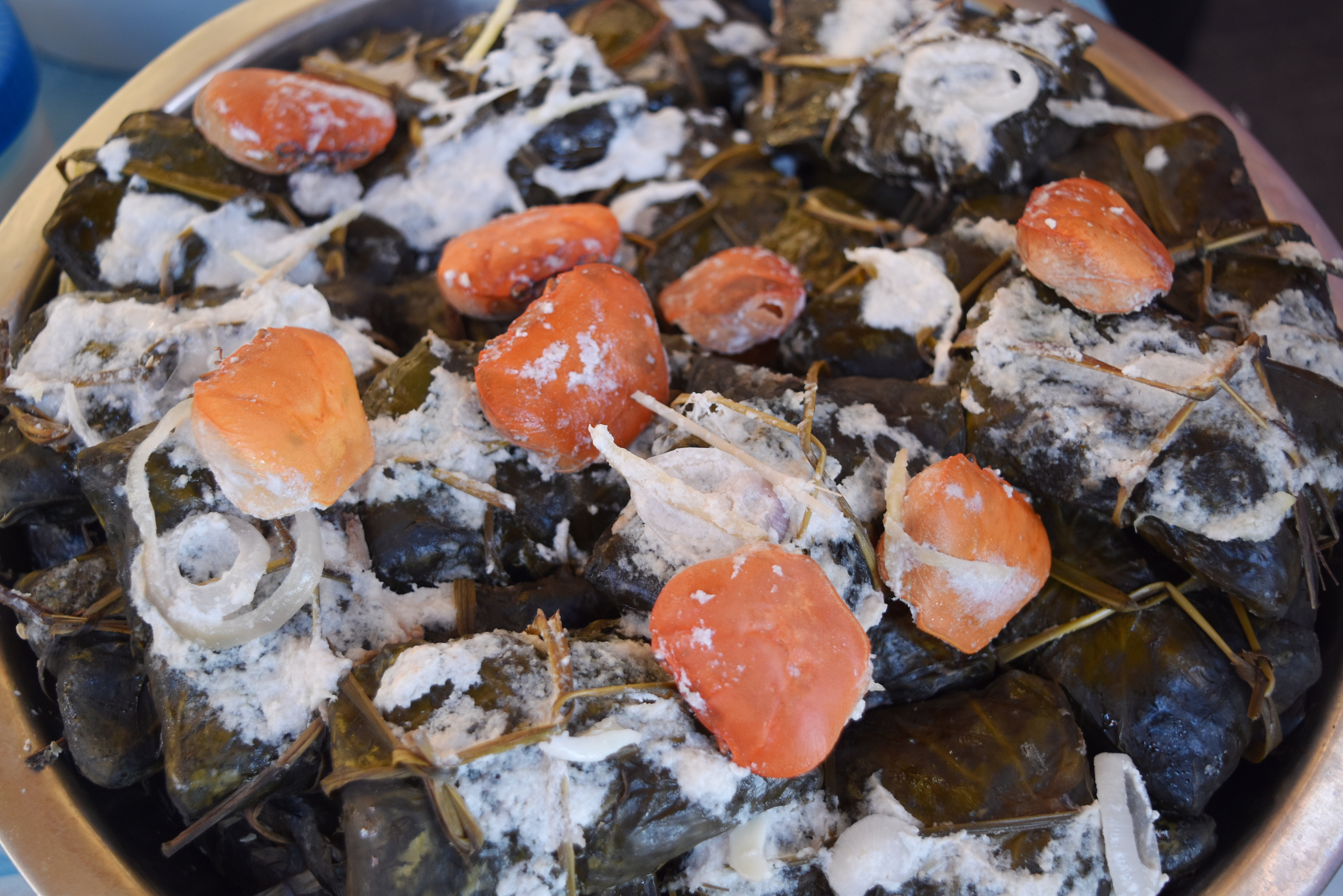
ココナッツミルクとサトイモの葉のイヌルカン
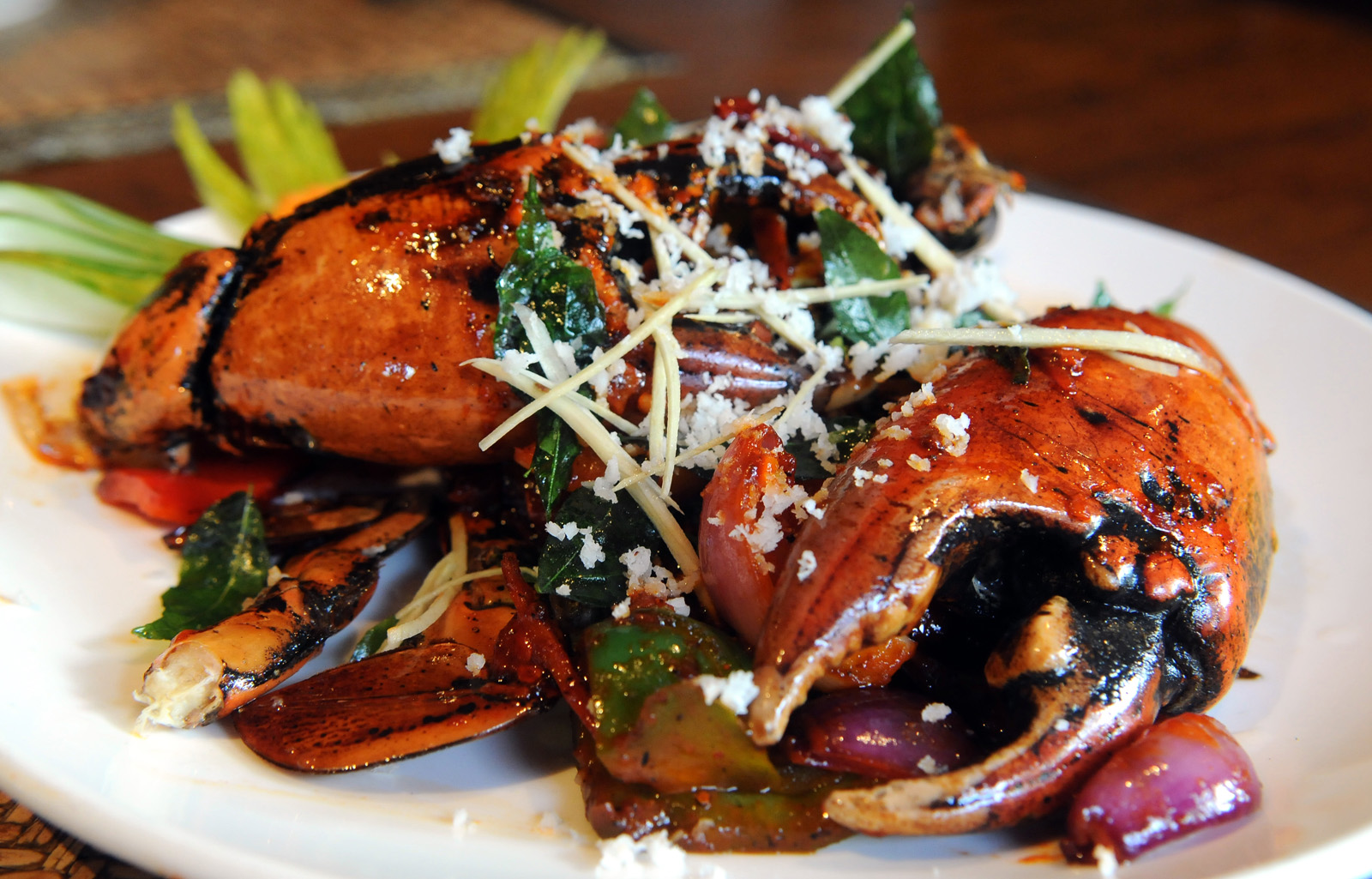
ケララチリクラブ
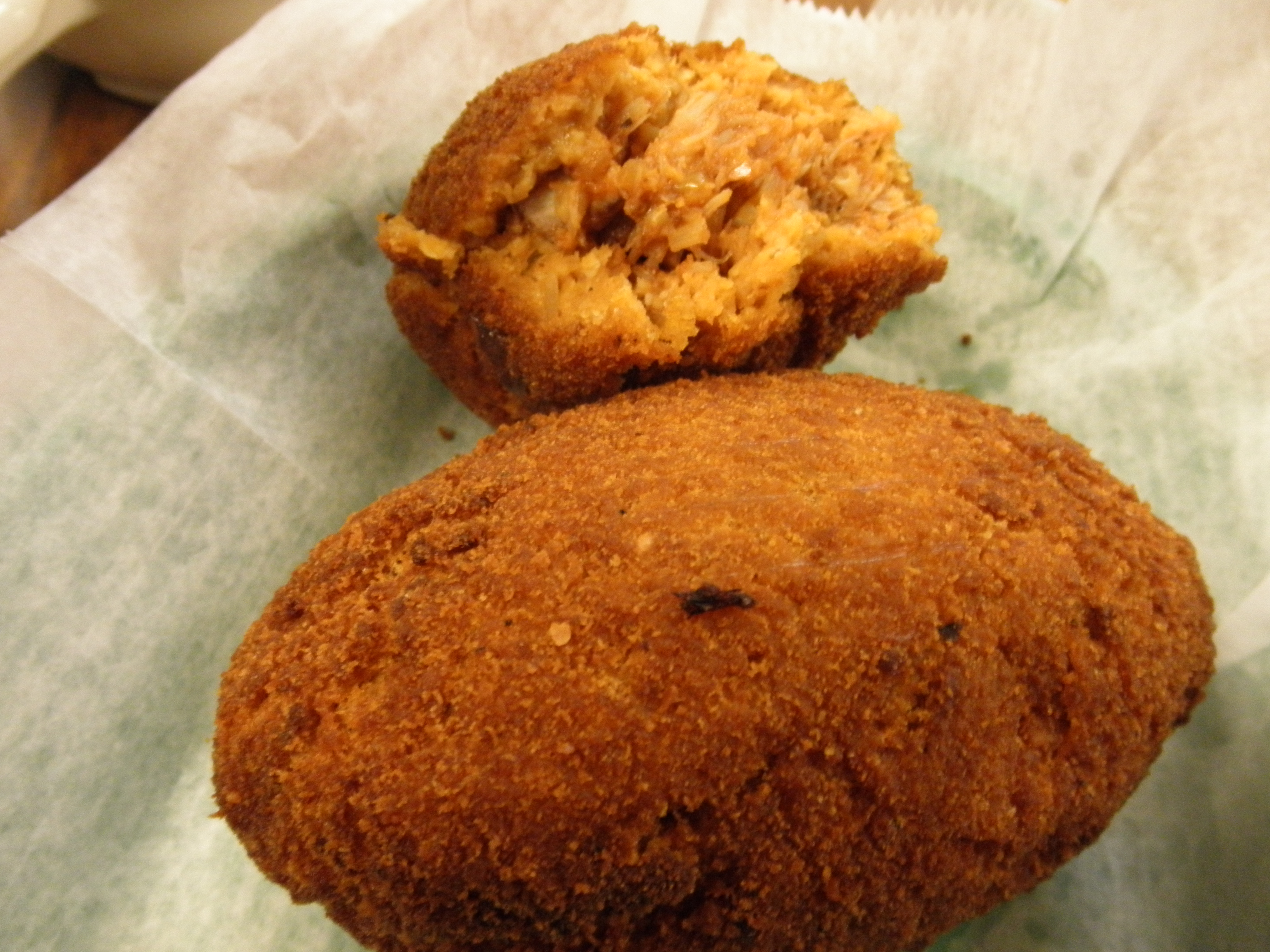
悪魔のカニ
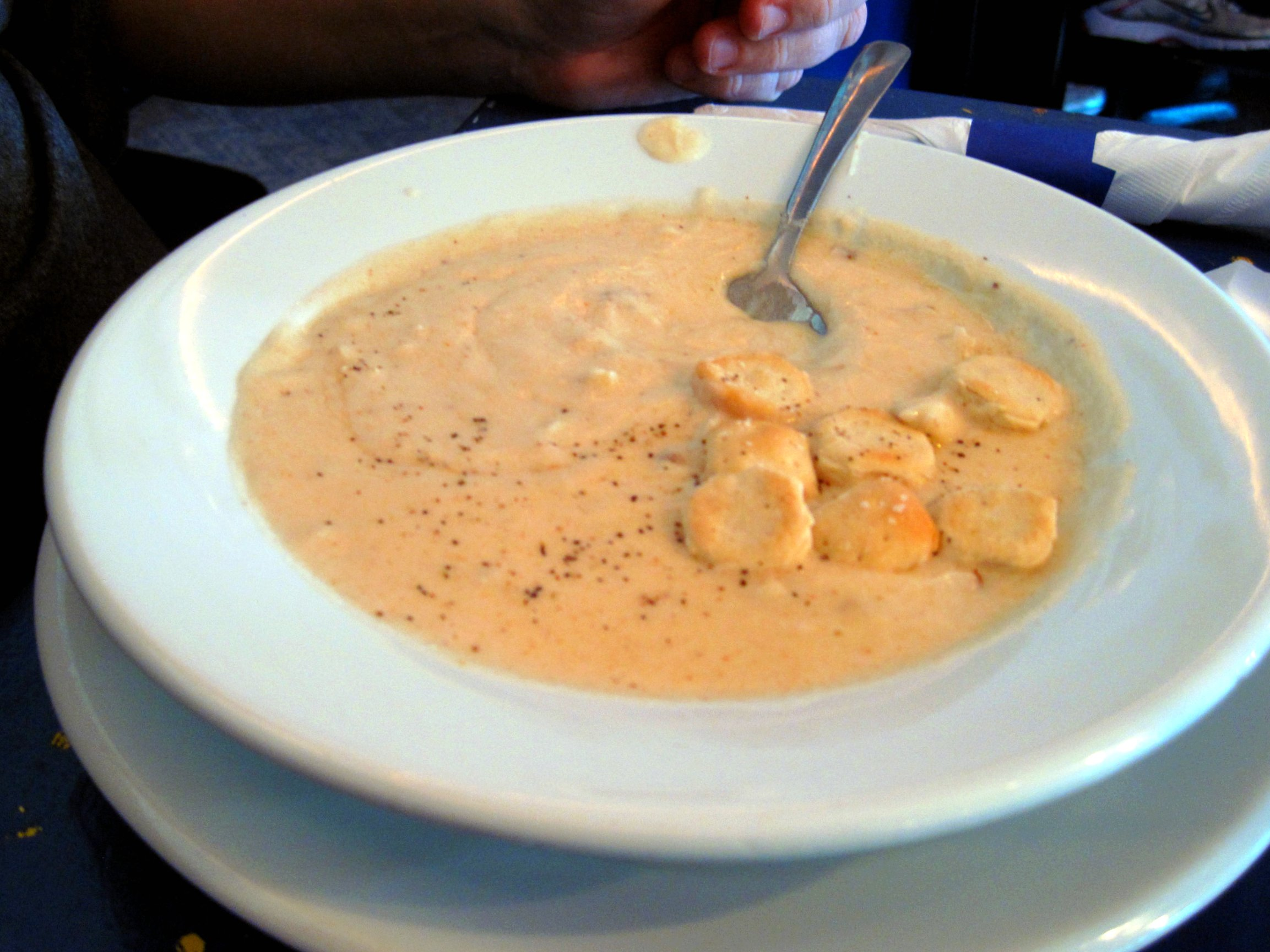
シークラブスープ
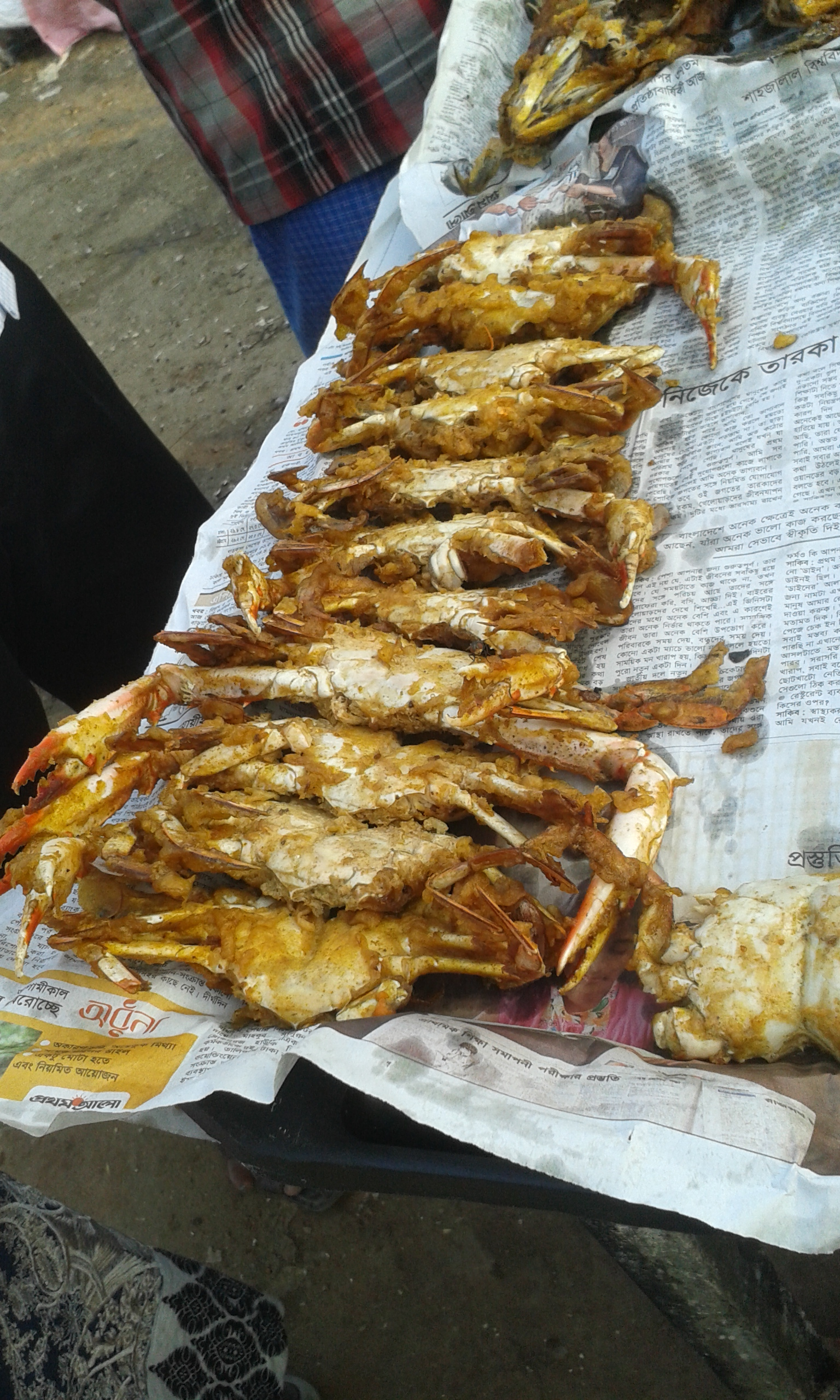
カニの炒め物

- カニの脱皮
- 海鮮料理の一覧
- 魚料理の一覧